# Räddningstjänsten Syd

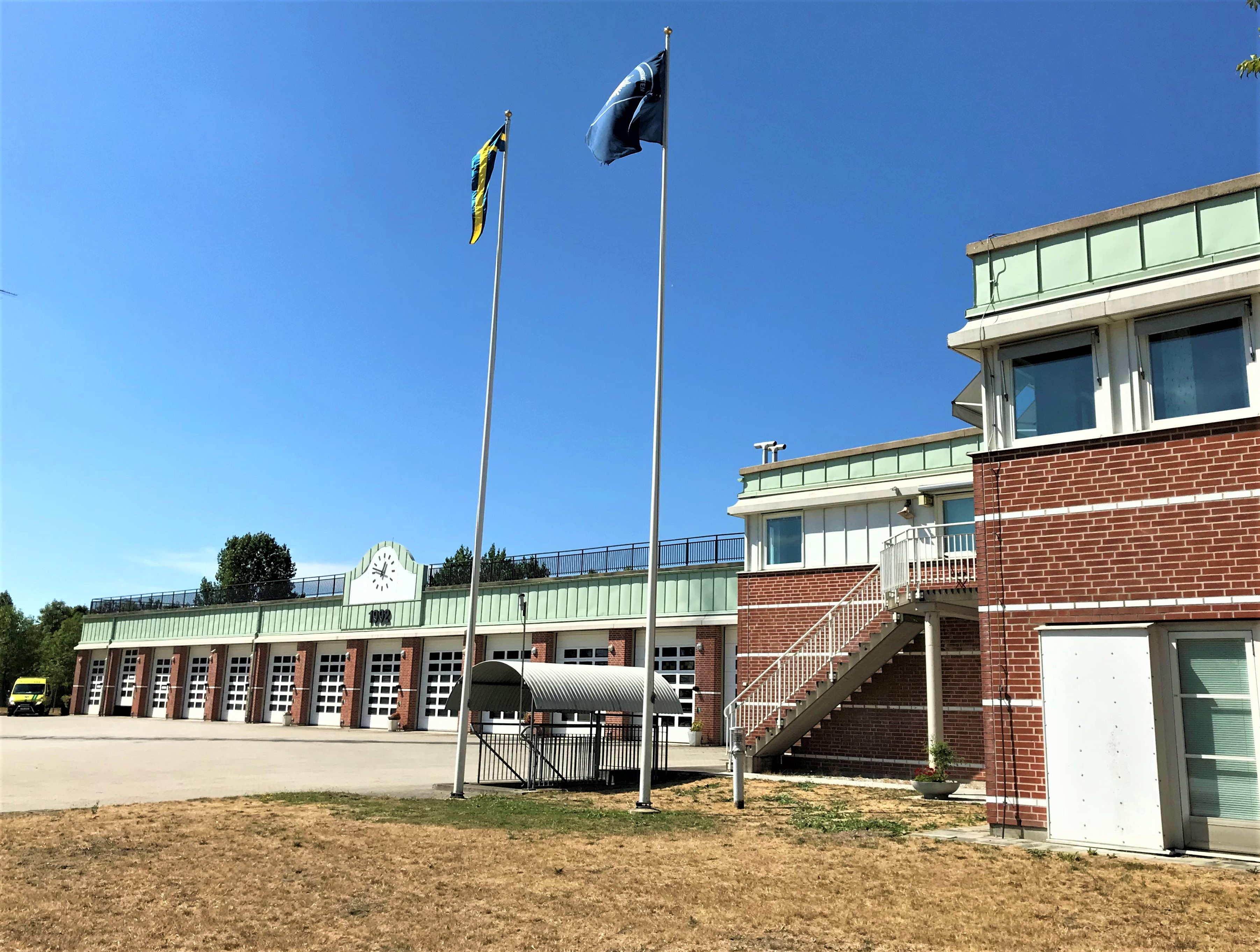
Räddningstjänsten Syd, Station Lund, Glimmervägen 11 A.

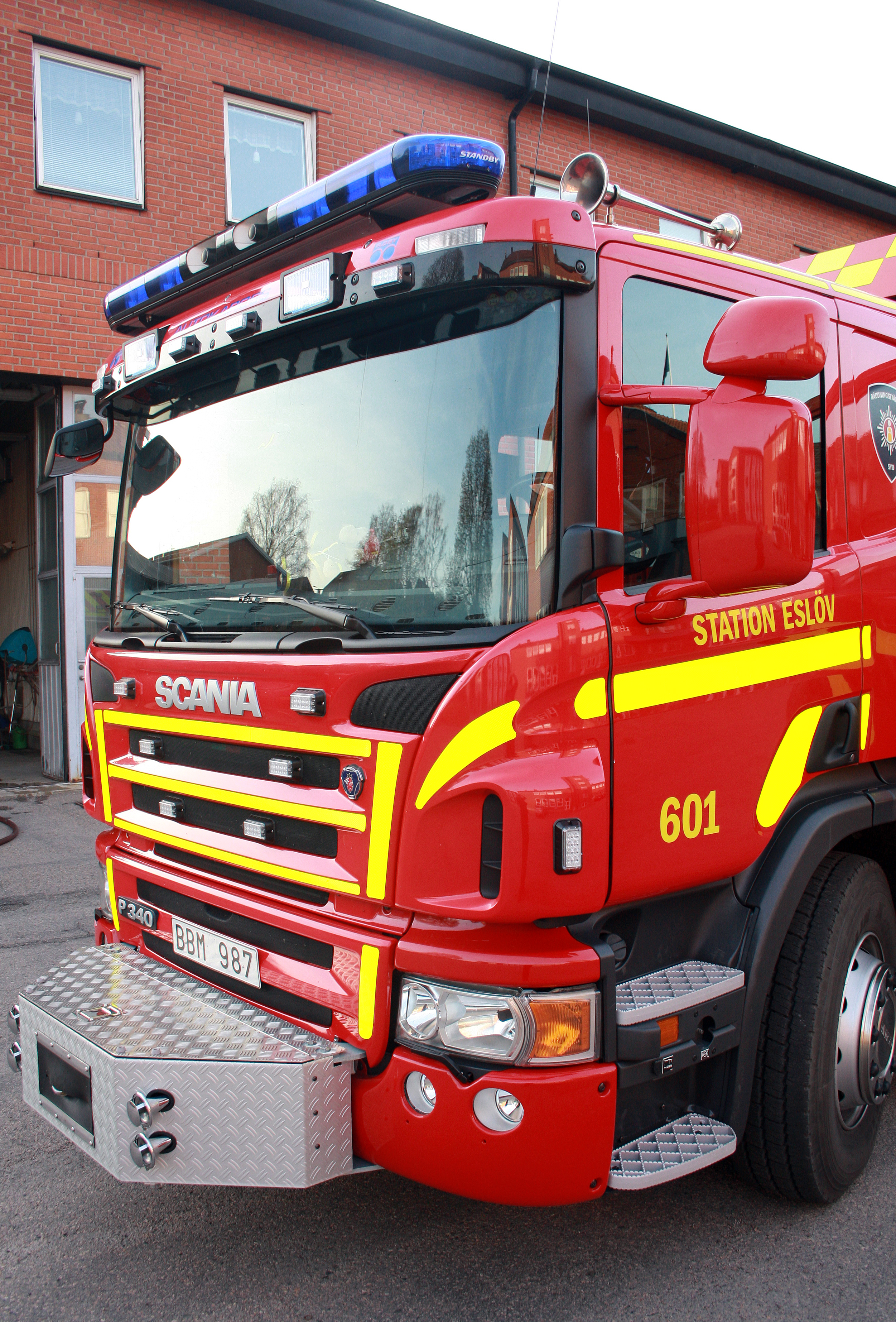
En brandbil stationerad vid brandstationen i Eslöv

Räddningstjänsten Syd är ett räddningstjänstförbund mellan kommunerna Eslöv, Malmö, Lund, Burlöv och Kävlinge. Förbundet bildades den 1 januari 2006. 
Förbundet har 12 brandstationer och 2 räddningsvärn. 
Samtliga heltidsstationer har 90 sekunders anspänningstid (tid från det att larmet går tills första bilen ska vara på väg). 
Samtliga deltidsstationer har 5 minuters anspänningstid, med undantag från station Eslöv, som har 6 minuter. 
Räddningsvärnen har fri intryckning (ingen fast beredskap)
Brandstation Eslöv bemannas av heltidspersonal och deltidspersonal. Dessa består av ett befäl och fyra brandmän på heltid, och en lika stor styrka på deltid (släckenhet heltid, släckenhet deltid och höjdenhet). Höjdenheten är en hävare med skärsläckare. Eslövsstationen har specialskyttar för punktering av gasflaskor. 
Station Löberöd är sammanslagen med station Revinge och bemannas av deltidspersonal - två brandmän samt ett befäl (befälet delas med station Revinge). 
Station Marieholm bemannas av ett frivilligt räddningsvärn med släckenhet och transportbil.
Brandstation Lund bemannas av en heltidsstyrka omfattande ett befäl och sex brandmän (släckenhet och höjdenhet). Man är särskilt inriktade på tung räddning. På stationen i Lund finns ett yttre befäl YB som täcker förbundets norra delar. 
Station Veberöd (släckenhet och tankenhet) deltidspersonal 1+4 
Station Revinge (släckenhet) deltidspersonal 1+2 plus 2 man i Löberöd. Se ovan. 
Station Genarp (släckenhet och terrängenhet) bemannas av deltidspersonal 1+4. 
I Malmö finns tre heltidsstationer: Hyllie, Jägersro och Centrum samt räddningsvärn på station Centrum. Räddningsvärnet bemannas av Malmö Frivilliga Brandkår.  
De tre heltidsstationerna bemannas vardera av en styrkeledare och sex brandmän (släckenhet och höjdenhet).  
På Station Hyllie finns ett yttre befäl YB som täcker förbundets södra delar. På Hyllie finns även en tankenhet och en kemenhet. Här finns även Räddningscentral Syd som leder utryckningsverksamheten i Räddningstjänsten Syd, Lomma-Staffanstorp, Svedala, Trelleborg - Vellinge - Skurup samt Sörf (Ystad, Simrishamn, Tomelilla och Sjöbo). Från december 2019 är även räddningstjänsten i Landskrona och Svalöv kopplad till Räddningscentral Syd. Även från 2021 ingår SkåneMitt (Höör och Hörby) . Skånes SOS-central finns i del av Hyllie brandstation.  
Station Centrum har en dykenhet som särskild förmåga. Den betjänar hela förbundet. En pumpbil med pumpsläp som ingår i Släckmedelscentralen SMC´s Malmödepå finns på stationen. Den är primärt avsedd för bränder i oljehamnar och petrokemiska industrier i södra Sverige. Räddningsvärnet har en depåenhet och en restvärdesenhet förutom släckenhet.  
Station Jägersro har förutom släckbil och höjdfordon också en skärsläckarenhet och en lastväxlare. Stationen är specialiserad på tung räddning tillsammans med station Lund. 
Brandstationen i Burlöv bemannas av deltidspersonal. Kontorstid finns det en dagtidsstyrka med befäl och fyra brandmän. Förstärkning vid larm kommer från station Malmö Centrum. Kvällar och helger finns ett befäl och fyra brandmän att tillgå. På stationen finns ett antal containrar med skumvätska vilka ingår i SMC:s depå. De hämtas av lastväxlare i Lund och Jägersro samt externa transportföretag.  
Sedan en tid bildar stationerna i Kävlinge kommun distrikt tillsammans med stationerna i Eslövs kommun. 
Stationen i Löddeköpinge bemannas av heltidspersonal bestående av ett befäl och fem brandmän. Stationen i Löddeköpinge har lastväxlare som primärt är lastad med vattencontainer. På stationen finns också slangutläggningscontainer för SMC samt kemsaneringscontainer. 
Station Kävlinge bemannas av deltidspersonal .Kävlingestationen hyser tankbil med dubbelhytt och ingår i Löddeköpinges kemsaneringsteam. Under 2020 sker en del förändringar och omplaceringar av fordon.
För räddning i vattendrag och kustnära vatten finns båt på trailer i Veberöd, Löddeköpinge och Hyllie. Hylliebåten är särskilt utrustad för skumlänsutläggning och samägs med hamnbolaget Copenhagen Malmo Port CMP. I räddning i kustnära områden medverkar Sjöräddningen, Kustbevakningen och Lotsverket.
I förbundet finns tre övningsplatser. Barbara ligger i Malmö på Spillepengsområdet, i Lund ligger den intill brandstationen  och i Löddeköpinge finns en övningsplats en bit från brandstationen.
Under de senaste åren har en omfattande organisationsförändring gjorts. Deltidsstationerna har knutits till de olika heltidsstationerna. Eslöv och Kävlinge bildar nu ett distrikt i stället för två. En större omflyttning av fordon i samband med nyinvesteringar sker under 2020 vilket påverkar enskilda stationers förmågor. Dagtidsstyrkor har upprättats i Lund och Burlöv.